# Гюнтер Шібуш
Гюнтер Шібуш (нім. Günter Schiebusch; 26 жовтня 1909, Позен — 10 липня 1997, Фрідріхсгафен) — німецький офіцер-підводник, корветтен-капітан крігсмаріне.

## Біографія
1 квітня 1932 року вступив на флот. З листопада 1938 року — вахтовий і дивізійний офіцер на важкому крейсері «Адмірал граф Шпее». Після загибелі крейсера 17 грудня 1939 року інтернований владою Уругваю. В листопаді 1940 року повернувся в Німеччину і переданий в розпорядження головнокомандування ВМС «Північ». В грудні 1940 року — вахтовий офіцер на важкому крейсері «Принц Ойген». З грудня 1940 по вересень 1941 року пройшов курс підводника. З 4 жовтня по 20 грудня 1941 року —командир підводного човна U-252. В грудні 1941 року захворів і до березня 1942 року перебував в лазареті. З 15 квітня по 19 жовтня 1942 року — командир U-262, на якому здійснив 2 походи (разом 12 днів у морі). В жовтні 1942 року переданий в розпорядження 5-ї флотилії. В листопаді 1942 року — 1-й вахтовий офіцер на есмінці «Ганс Лоді», з листопада 1942 року — «Теодор Рідель». З жовтня 1943 року — командир роти Військово-морського училища Мюрвіка. З лютого 1944 року — референт ОКМ, в травні 1945 року — ОКВ.

## Звання
- Кандидат в офіцери (1 квітня 1932)
- Морський кадет (4 листопада 1932)
- Фенріх-цур-зее (1 квітня 1934)
- Оберфенріх-цур-зее (1 вересня 1935)
- Лейтенант-цур-зее (1 січня 1936)
- Оберлейтенант-цур-зее (1 жовтня 1937)
- Капітан-лейтенант (1 жовтня 1939)
- Корветтен-капітан (1 січня 1944)

## Нагороди
- Медаль «За вислугу років у Вермахті» 4-го класу (4 роки)